# Fred Neil
Fred Neil, vlastním jménem Frederick Ralph Morlock Jr., (16. března 1936 – 7. července 2001) byl americký písničkář.
Narodil se v Clevelandu v Ohiu a od šesti let vyrůstal na Floridě. Zpěvu a hře na kytaru se věnoval od dětství a profesionální kariéru zahájil v polovině 50. let v Tennessee. První singl vydal v roce 1957, později řadu dalších. Od konce 50. let žil v New Yorku, kde psal písně především pro jiné interprety. V roce 1964 vydal spolu s Vincem Martinem album Tear Down the Walls, první vlastní desku Bleecker & MacDougal vydal o rok později. Koncem roku 1966 vydal album Fred Neil, obsahující hit „Everybody's Talkin’“, později proslavený Harrym Nilssonem mj. ve filmu Půlnoční kovboj (1969). Počínaje rokem 1969 album vycházelo v reedicích pod názvem Everybody's Talkin’. V letech 1968 a 1971 vydal ještě dvě další alba, Sessions a Other Side of This Life, a záhy ukončil hudební kariéru a začal se věnovat výzkumu delfínů. Od 70. let až do své smrti žil na Floridě.